# Svatováclavský hřbitov (Strakonice)
Svatováclavský hřbitov je hlavní městský hřbitov ve Strakonicích. Nachází se na jihovýchodním okraji města v části Přední Ptákovice, v ulici Podsrpenská, v těsné blízkosti železniční stanice. Bývá nazýván podle barokně přestavěného kostela svatého Václava.

## Historie

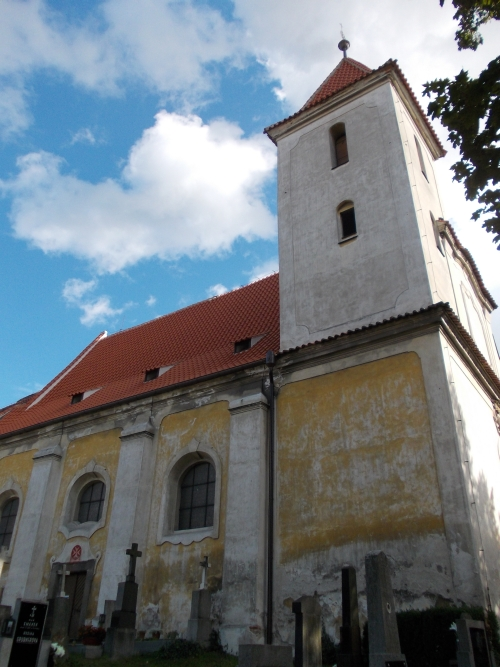
Barokně upravený kostel svatého Václava

### Vznik
První hřbitov vznikl okolo původního kostela založeného Bavorem III. ze Strakonic v někdejší osadě Lom už na přelomu 13. a 14. století, v pozdějších staletích došlo k jeho barokní přestavbě. Správu hřbitova a kostela vykonával velkopřevorský maltézský velkostatek, následně strakonický velkostatek. Poté, co se v rostoucím městě přestalo pohřbívat u kostelů v centru města, sloužilo pohřebiště jako hlavní městský hřbitov. Židé ze Strakonic okolí byli pohřbíváni na místním židovském hřbitově.

### Po roce 1945
Podél zdí areálu je umístěna řada hrobek významných obyvatel města, pohřbeni jsou na hřbitově i vojáci a legionáři bojující v první a druhé světové válce. Ve druhé polovině 20. století zde byla postavena nová obřadní síň.
Ve Strakonicích se nenachází krematorium, ostatky zemřelých jsou zpopelňovány povětšinou v krematoriu v Blatné.

## Osobnosti pohřbené na tomto hřbitově

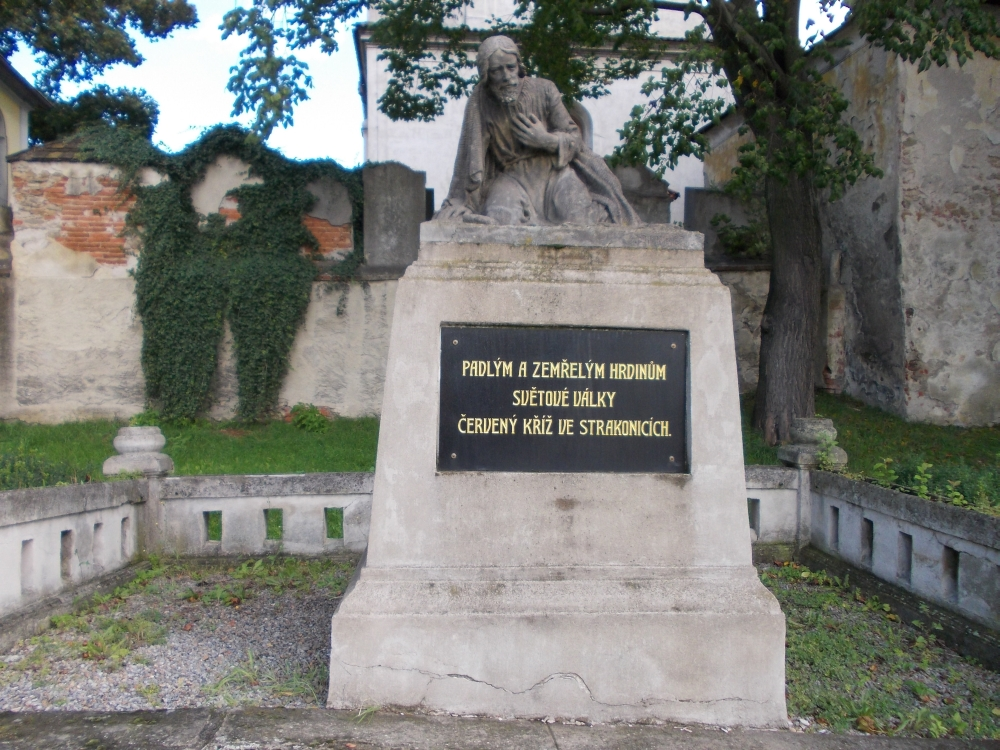
památník padlým v první světové válce od Františka Bílka

- Jan Vlastislav Plánek (1789–1865) – tesařský mistr a český vlastenec
- Gustav Papež (1863–1945) – měšťan a stavitel (rozsáhlá rodinná hrobka)

### Pomníky
- Památník padlým v první světové válce (autor František Bílek)

### Galerie

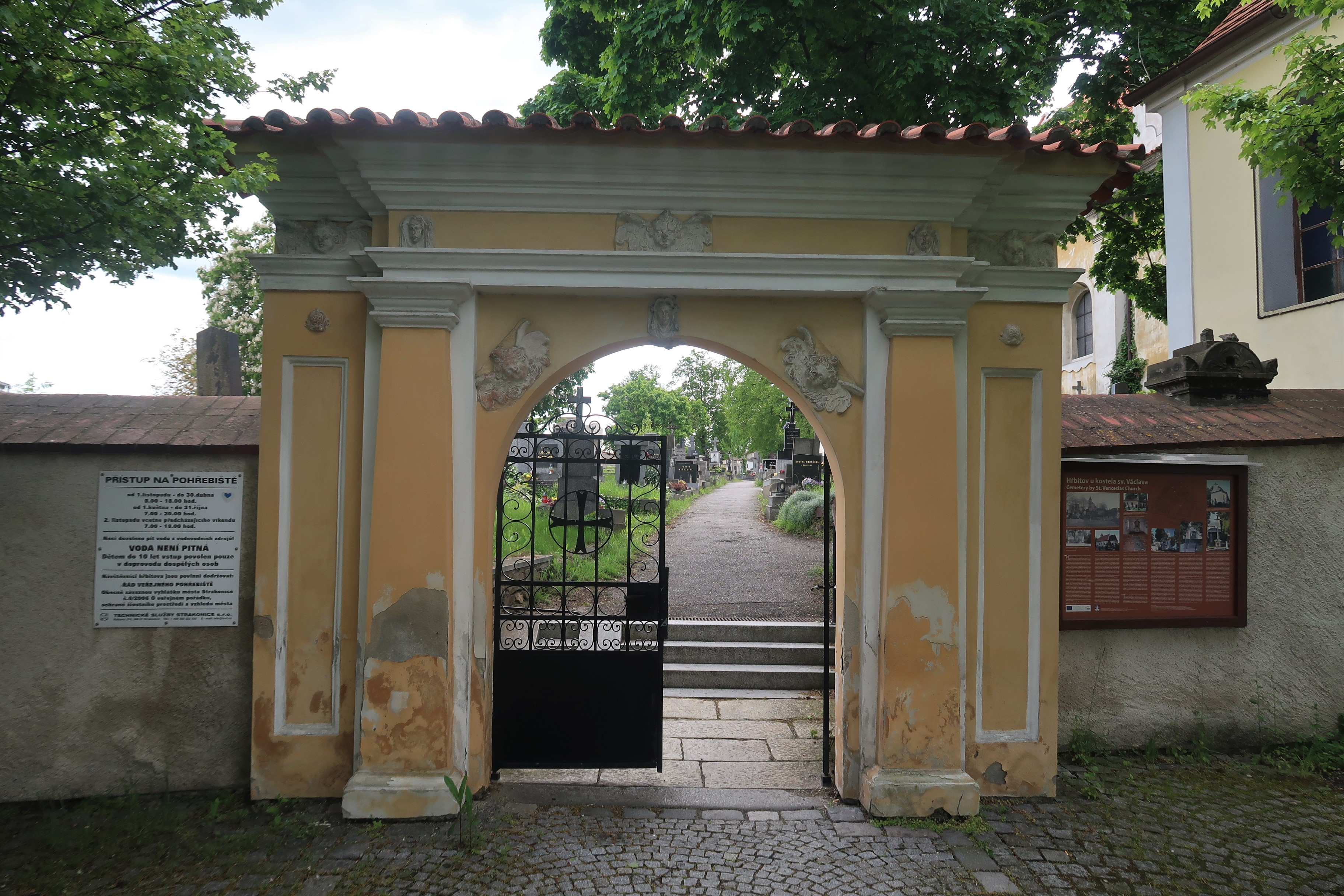
Vstupní brána na hřbitov z Nádražní ulice
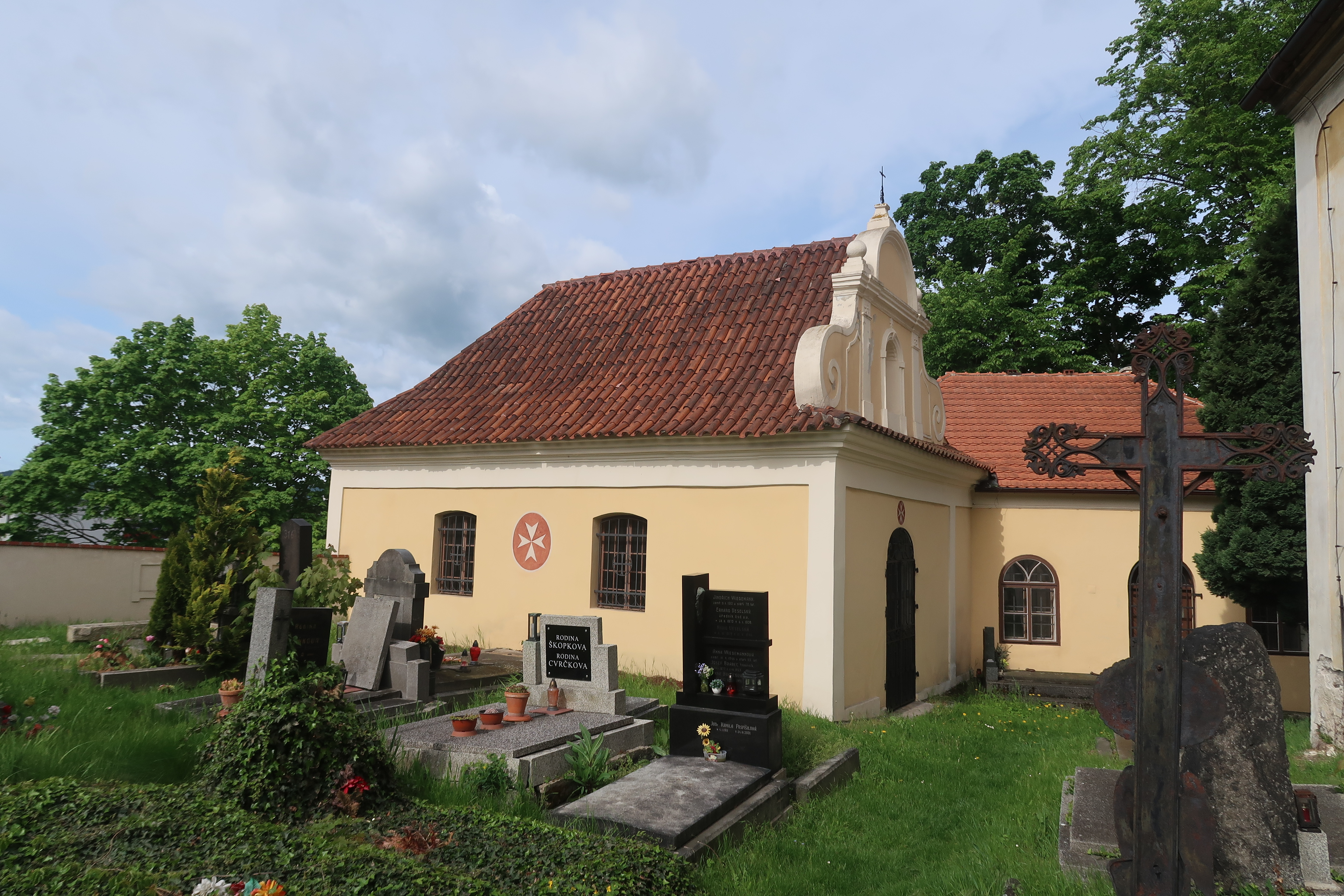
Hrobka členů Maltézského řádu
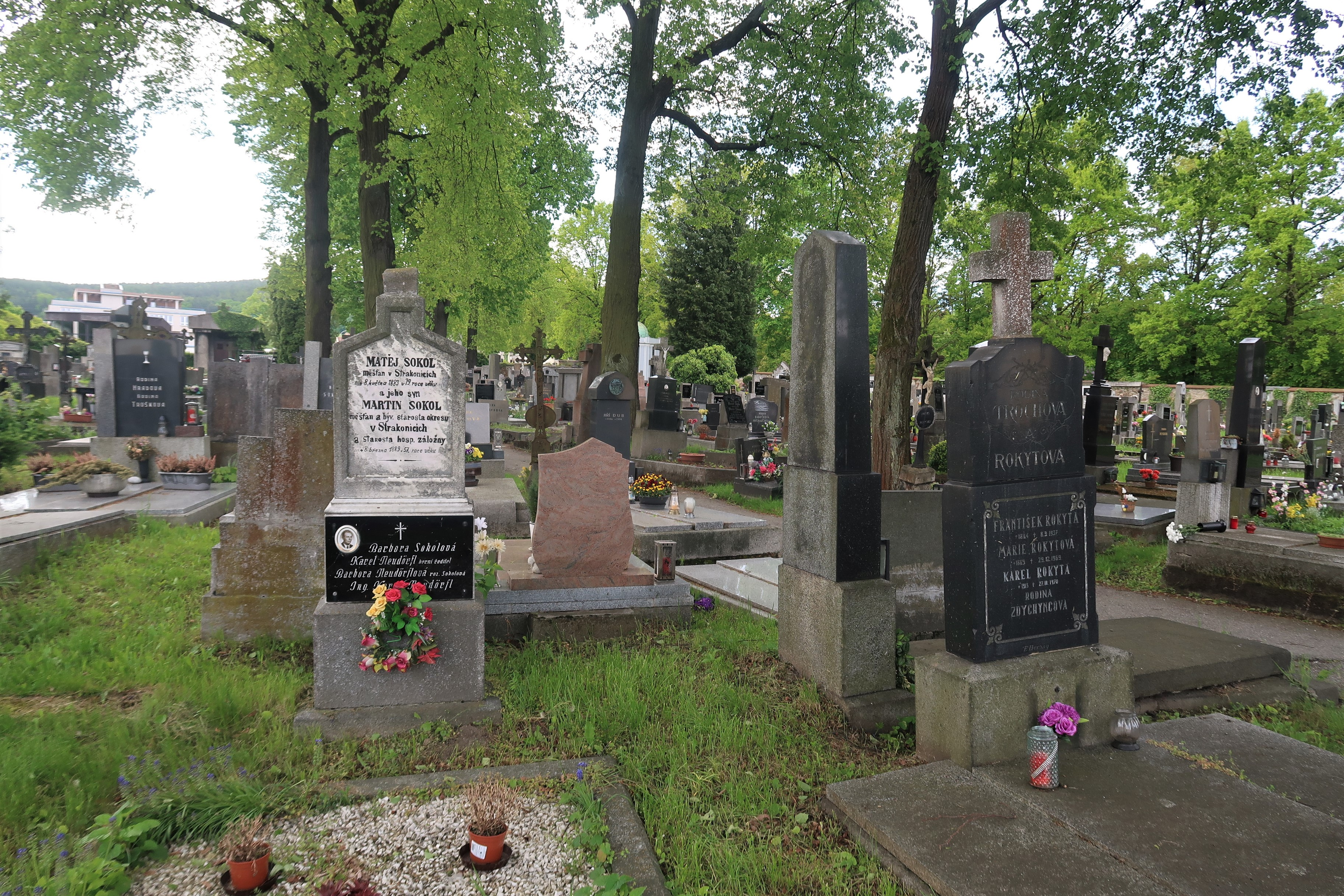
Stará část hřbitova u kostela sv. Václava
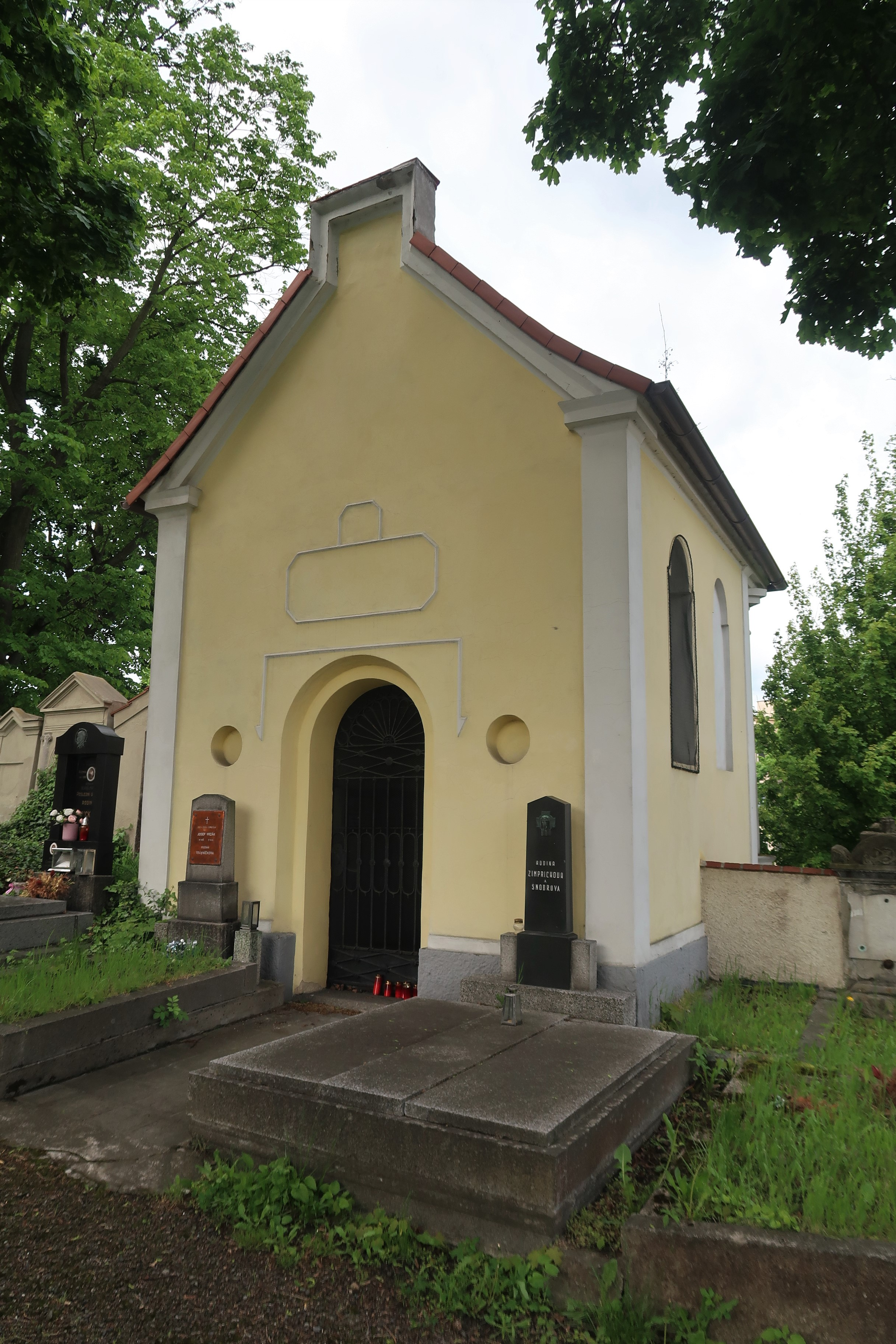
Hrobka zemského advokáta Jana Lehracha a rodiny Titze
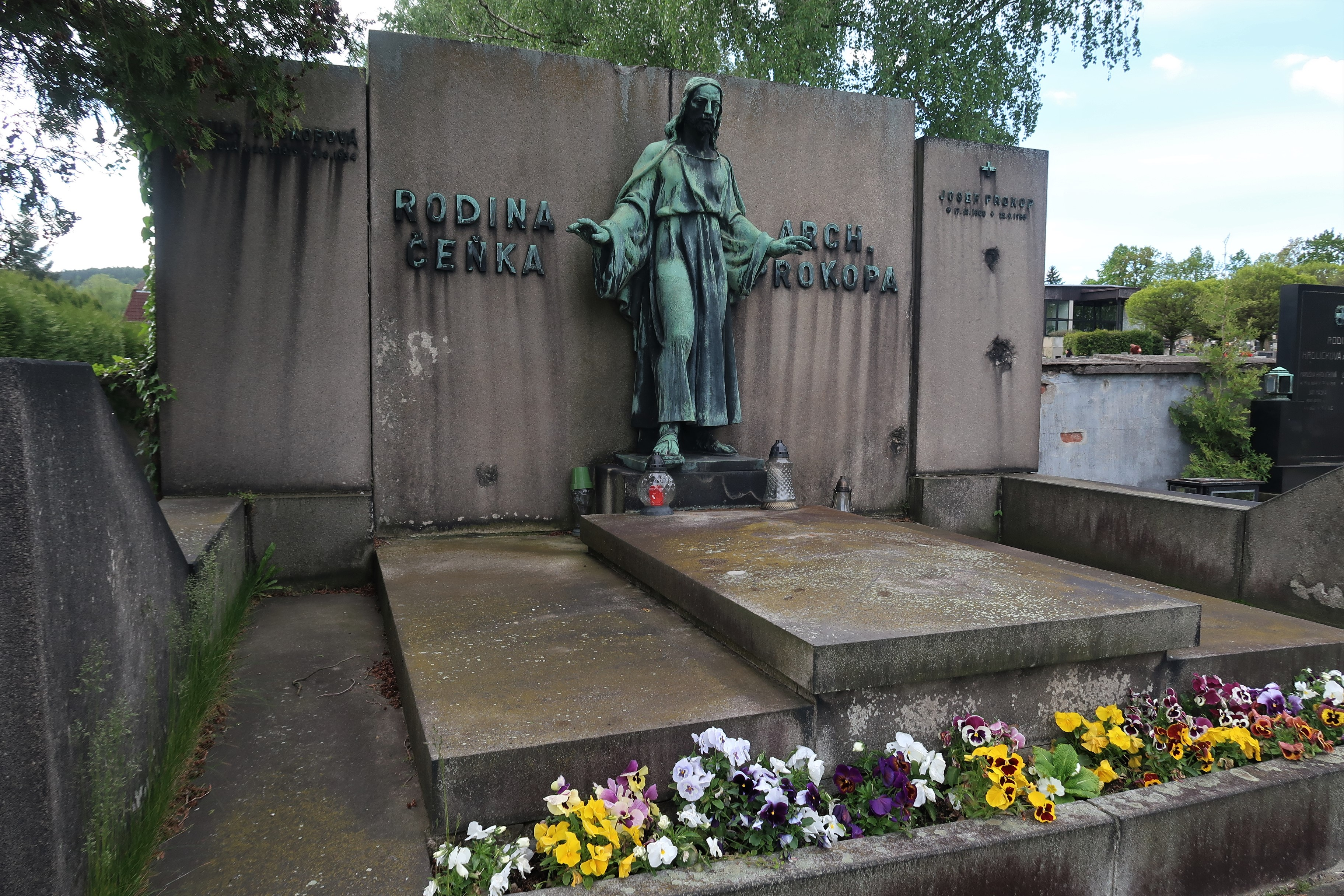
Hrobka rodiny architekta Čeňka Prokopa v horní části starého hřbitova
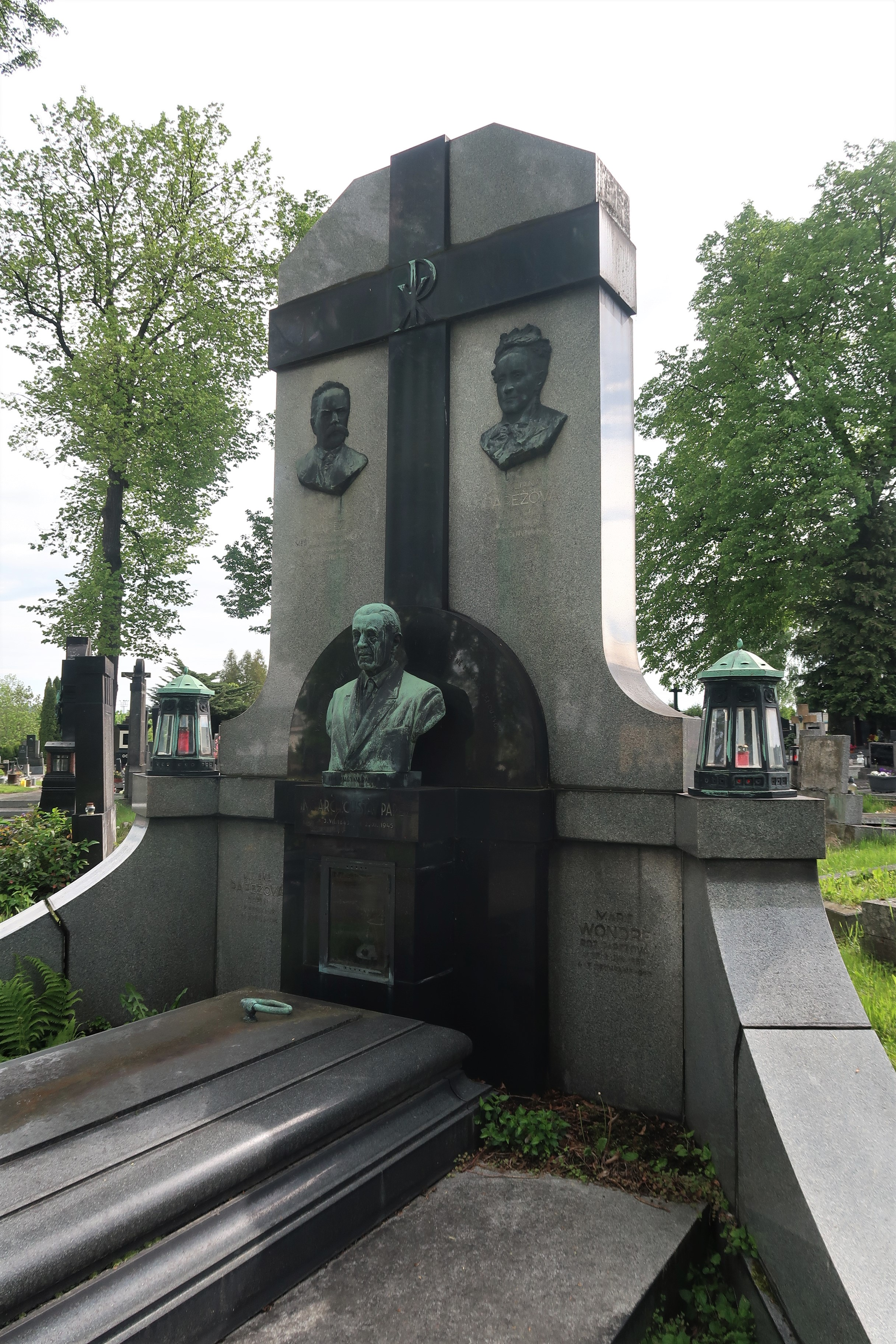
Hrobka rodiny Gustava Papeže, stavitele a majitele domů na Velkém náměstí
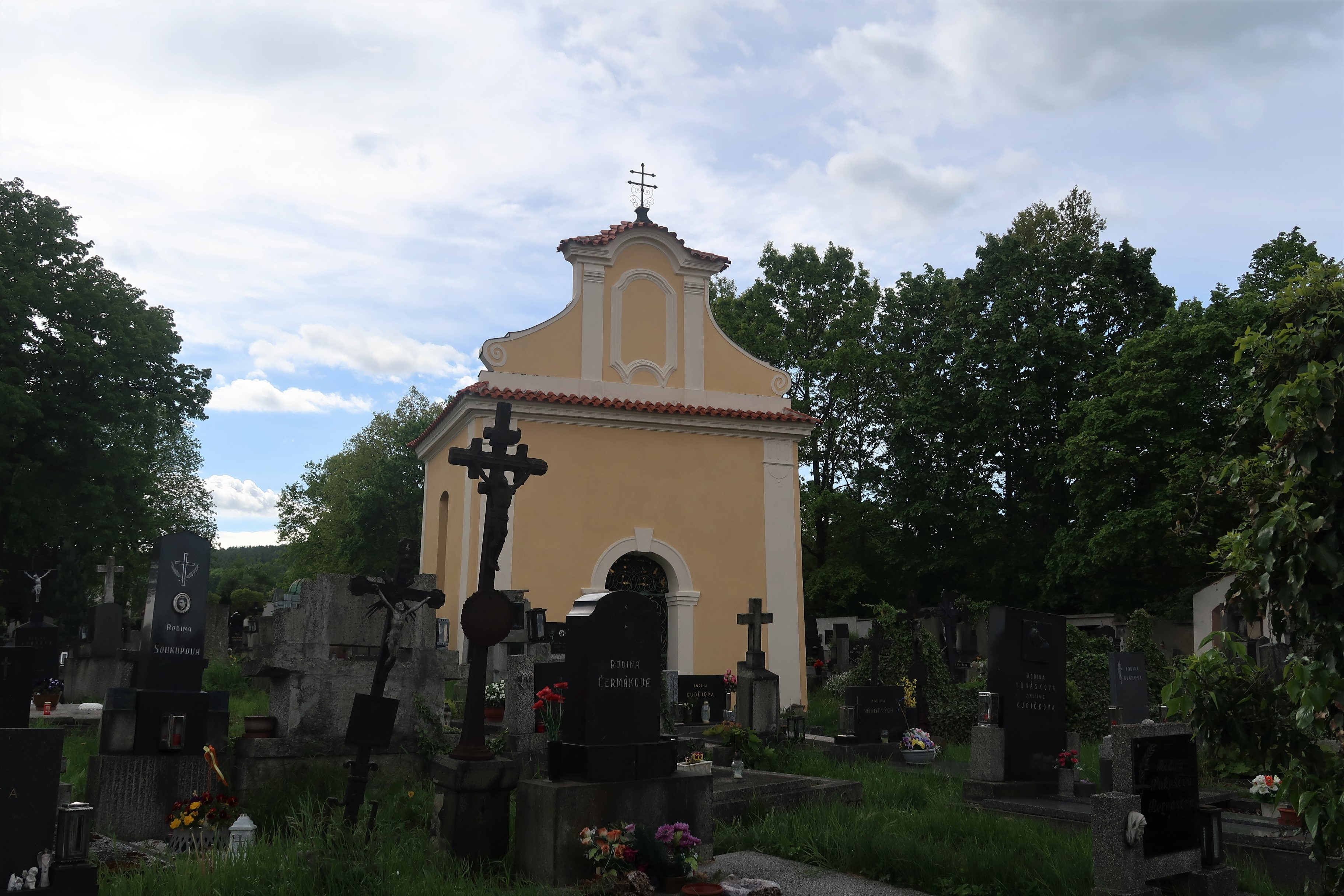
Kaple Nejsvětější Trojice v horní části starého hřbitova